# 桶狭間 OKEHAZAMA〜織田信長〜
『桶狭間 OKEHAZAMA〜織田信長 覇王の誕生〜』（おけはざま おだのぶなが はおうのたんじょう）は、2021年3月26日にフジテレビで放送されたテレビドラマ。脚本は大森寿美男。主演は市川海老蔵。十三代目市川團十郎白猿襲名を記念して放送された。
当初は2020年夏に放送予定であったが、新型コロナウイルスの感染拡大の状況から海老蔵の市川團十郎白猿襲名披露公演が延期となり、それに伴い放送も延期となっていた。その後、コロナ禍におけるエンターテインメント業界の状況を鑑み、襲名公演の開催は未定であるものの本作は先行して放送されることが2021年2月4日に同局から発表された。

## 概要
圧倒的に不利と言われていた織田信長が今川義元を打ち破り、中世から近世へと時代の大きな変革が象徴的な伝説の一戦「桶狭間の戦い」を題材に描いた時代劇である。織田信長役の市川海老蔵は今作がフジテレビ系ドラマ初主演で、信長を演じるのは2017年の大河ドラマ『おんな城主 直虎』以来となる。

## キャスト

### 織田家
- 織田信長 - 市川海老蔵[5]（吉法師：堀越勸玄[6]、信長15歳：川﨑皇輝（少年忍者/ジャニーズJr.）[7]）
- 濃姫 - 広瀬すず[8]（帰蝶：市川ぼたん[6]）
- 織田信秀 - 北村一輝[9]
- 土田御前 - 黒木瞳[5]
- 織田信勝 - 馬場徹
- 木下藤吉郎 - 中尾明慶[9]
- 柴田勝家 - 松田龍平[10]
- 服部小平太 - 味方良介[11]
- 毛利新介 - 松村龍之介
- 林秀貞 - 小野了
- 佐久間大学盛重 - 山口馬木也
- 佐久間信盛 - 山田純大
- 簗田出羽守 - 赤ペン瀧川
- 千秋季忠 - 堀井新太
- 佐々政次 - 坂本慶介
- 長谷川宗兵衛 - 谷口高史
- 平手長政 - 藤山扇治郎
- 池田恒興 - 野田晋市
- 蜂屋頼隆 - 田村ツトム
- 岩室長門守 - 小澤明弘
- 長谷川橋介 - 櫻井忍
- 佐脇良之 - 梅原勇輝
- 山口飛騨守 - 久保田光男
- 賀藤弥三郎 - 和田住功汰

### 今川家
- 今川義元 - 三上博史[5]
- 由比備前守 - 本宮泰風
- 松平元康 - 鈴鹿央士[12]（竹千代：髙橋來）
- 庵原之政 - 八田浩司
- 島田政近 - 池田勝志
- 藤枝氏秋 - 加藤重樹

### 斎藤家
- 斎藤道三 - 佐藤浩市[10]
- 堀田道空 - 竹中直人[9]
- 猪子高就 - 小松利昌
- 安藤守就 - 久保勝史
- 長井忠左衛門 - 北川裕介
- 小真木源太 - 柴田全業

## スタッフ
- 脚本 - 大森寿美男
- 演出 - 河毛俊作（フジテレビ）
- 音楽 - Face 2 fAKE
- 主題歌 - 宮本浩次 「shining」（ユニバーサルシグマ）[13]
- シニアVFXスーパーバイザー - 尾上克郎
- VFXプロデューサー - 結城崇史
- 殺陣 - 清家三彦
- 舞踊指導 - 茂山逸平
- 時代考証 - 大石学（協力：磯田道史）
- プロデュース - 高井一郎　保原賢一郎（フジテレビ）、足立弘平、亀井威（松竹）
- 制作協力 - 松竹、松竹撮影所
- 制作著作 - フジテレビ